# عبد المالك بن حبيلس
عبد المالك بن حبيلس (ولد في 27 أبريل 1921 بنواحي سطيف، توفي مساء اليوم الجمعة 28 ديسمبر 2018 في الجزائر العاصمة) سياسي ومناضل سابق في الحركة الوطنية إبان الاستعمار الفرنسي للجزائر وعضوا بحركة انتصار الحريات الديمقراطية. متزوج ورب لعائلة.

## مناصب
شغل السيد بن حبيلس، بعد الاستقلال، عدة مناصب في الدولة :
- 1963- 1964 :أمين عام لوزارة الشؤون الخارجية
- 1964 إلى 1971 : سفير الجزائر باليابان ثم بتونس من.
- 1971 إلى 1977 :أمين عام لوزارة الشؤون الخارجية
- 1977 : وزيرا للعدل
- 8 مارس 1979 الى 15 يوليو 1980 :أمين عام لرئاسة الجمهورية في عهد الرئيس الشاذلي بن جديد
- 12 أفريل 1995 : رئيس للمجلس الدستوري إلى غاية استخلافه بالسيد سعيد بوالشعير .

## وفاته
توفي عبد المالك بن حبيلس يوم الجمعة، 28 ديسمبر 2018، عن عمر ناهز الـ98 سنة، وقد ووري الثرى السبت بمقبرة بوزريعة. وبوفاة رئيس المجلس الدستوري الأسبق في النصف الأول من عشرية التسعينيات، عبد المالك بن حبيلس، تكون الجزائر قد فقدت إحدى العلب السوداء للنظام السياسي في الجزائر، على مدار نحو ربع قرن.